# Jorge Consejo
Jorge Consejo (Mexikóváros, Mexikó, 1979. június 6. –) mexikói színész.

## Élete és pályafutása
1979. június 6-án született Mexikóvárosban.
2000-ben elvégezte a Centro de Educación Artística-t a Televisa színészképzőjét.
Első szerepét az El derecho de nacer című telenovellában játszotta. Teljesítményének köszönhetően ösztöndíjat kapott, így Londonban folytathatta tanulmányait. Egy évvel később visszatért Mexikóba, ahol A szerelem ösvényei-ben Estebant alakította. 2007-ben úgy döntött, hogy elhagyja a Televisát és Miamiba költözik. A Telemundonál előbb A bosszú álarca, később az Ördögi kör című telenovellában kapott szerepet.

## Filmográfia

### Telenovellák, tv-sorozatok
| Év        | Eredeti Cím                  | Cím                 | Szerep                              |
| --------- | ---------------------------- | ------------------- | ----------------------------------- |
| 2001      | El derecho de nacer          |                     | Oswaldo Martínez                    |
| 2002-2003 | La vías de amor              | A szerelem ösvényei | Esteban Fernández López'            |
| 2003-2005 | Mujer, casos de la vida real |                     |                                     |
| 2004      | Mujer de madera              |                     | Flavio Garcini                      |
| 2006      | Código postal                |                     | Ignacio Ibargüengoitia Rosas-Priego |
| 2007      | Sexo y otros secretos        |                     |                                     |
| 2008-2009 | El rostro de Analía          | A bosszú álarca     | Roberto Quijano                     |
| 2009-2010 | Más sabe el Diablo           | Ördögi kör          | Lorenzo Blanco                      |
| 2010      | Eva Luna                     | Eva Luna            | José Lozano                         |
| 2010-2011 | Sacrificio de mujer          |                     | Juan Pablo                          |
| 2011      | Aurora                       | Aurora              | Gabriel                             |
| 2012      | Relaciones peligrosas        |                     | Gilberto Verdugo                    |
| 2012-2013 | Pasión prohibida             |                     | Nicolás Arredondo                   |

### Filmek
| Év   | Eredeti Cím              | Cím | Szerep |
| ---- | ------------------------ | --- | ------ |
| 2005 | La diosa del Mar         |     | Andrés |
| 2008 | La cueva de los secretos |     | Gabo   |

### Színház
- Don't Drink the Water (2000. december)
- Dangerous Liasions (2003. december)
- Cuesta Caro (2007. július)